# فريدريك جيمس يوجين وودبريدج
فريدريك جيمس يوجين وودبريدج (بالإنجليزية: Frederick James Eugene Woodbridge)‏ هو كاتب مقالات وفيلسوف أمريكي وكندي، ولد في 26 مارس 1867 في وندسور في كندا، وتوفي في 1 يونيو 1940 في نيويورك في الولايات المتحدة.